# Col de la Biche
Col de la Biche eller Golet de la Biche er et bjergpas (1.310 m) i den sydlige del af Jurabjergene (1.316m ved Croix de Famban), i departementet Ain i Auvergne-Rhône-Alpes. Det er muligt fra østsiden at se Mont Blanc og Alperne i godt vejr.[kilde mangler]
Opstigningen fra østsiden, ad landevejen D123 fra Corbonod, har en gennemsnitlig stigningsprocent på 7,7% over en strækning på 13,8 km og et maks. på 12%

## Tour de France på Biche-passet
Passet har ikke været brugt til professionel cykelsport indtil Tour de France lagde vejen forbi d. 9. juli 2017, med sloveneren Primož Roglič som første rytter på toppen.[kilde mangler]